# Colocleora splendens
Colocleora splendens är en fjärilsart som beskrevs av Claude Herbulot 1954. Colocleora splendens ingår i släktet Colocleora och familjen mätare. Inga underarter finns listade i Catalogue of Life.